# وایخیر، بابک
وایخیر (به لاتین: Vayxır, Babek) یک منطقهٔ مسکونی در جمهوری آذربایجان است که در شهرستان بابک واقع شده‌است.

## خصوصیات
وایخیر ۱٬۲۹۰ نفر جمعیت دارد.